# Killers in the House
Killers in the House is een Amerikaanse thriller uit 1998, geregisseerd door Michael Schultz.

## Verhaal
Een gezin verhuisd naar de Pacific Northwest, maar worden in hun pas geërfd herenhuis gegijzeld door een stel bankovervallers die schuilen voor de politie.

## Rolverdeling
| Acteur               | Personage        |
| -------------------- | ---------------- |
| Mario Van Peebles    | Rodney Sawyer    |
| Holly Robinson-Peete | Jennie Sawyer    |
| Michael J. Pagan     | Malik Sawyer     |
| Hal Linden           | Arthur Pendleton |
| Andrew Divoff        | Delaney Breckett |
| Josh Holland         | Billy Dupree     |
| Lori Triolo          | Kendall Dupree   |

## Productie
De film is opgenomen in Vancouver, Brits-Columbia en werd uitgezonden op het USA Network.